# TVR Tuscan V8
Der TVR Tuscan V8 ist ein zweisitziges Sportcoupé, das TVR in Blackpool (England) von 1967 bis 1970 herstellte. Er löste auf dem US-amerikanischen Markt den Griffith 400 und in Europa den TVR Griffith 200 ab, mit denen er zunächst technisch weitgehend übereinstimmte. Im Laufe der Jahre wurde der Tuscan V8 schrittweise weiterentwickelt. Eine Version mit leistungsgesteigertem Motor wurde außerdem als TVR Tuscan SE verkauft. Speziell auf den britischen Markt zugeschnitten war schließlich der etwas schwächere TVR Tuscan V6 mit einem Sechszylindermotor.

## Entstehungsgeschichte
Der TVR Tuscan V8 ist eng mit dem TVR Grantura und dessen Nachfolger TVR Vixen verwandt. Während der Grantura und der Vixen mit Vierzylindermotoren von BMC bzw. Ford of Britain ausgestattet sind, wird der technisch und stilistisch weitgehend identische Tuscan V8 von mehr als doppelt so starken amerikanischen Achtzylindermotoren angetrieben.
Die Idee zur Verbindung des Grantura/Vixen mit großen Achtzylindermotoren geht auf die US-amerikanischen Autohändler Jack Griffith und Dick Monnich zurück. Monnich war seit 1961 der Nordamerika-Importeur der britischen TVR-Grantura-Coupés. Ab 1963 baute Griffith Motors in New York 4,7 Liter große Ford-Motoren in die britischen Coupés ein. Das ohne Markenbezug zu TVR als Griffith 200 bezeichnete Coupé erschien 1963 und konkurrierte auf dem nordamerikanischen Markt mit dem von Carroll Shelby entwickelten AC Cobra, dem ein vergleichbares Konzept zugrunde lag. Der stilistisch überarbeitete Nachfolger Griffith 400 basierte auf dem TVR 1800 S. Bis Ende 1965 entstanden insgesamt etwa 190 Exemplare des Griffith 200 und 59 des Griffith 400. Hinzu kamen etwa 30 rechtsgelenkte für den britischen Markt, die komplett bei TVR entstanden und als TVR Griffith 200 verkauft wurden. Die Fertigung der Griffith-200/400-Reihe endete im Herbst 1965 mit der Insolvenz des in Blackpool ansässigen Unternehmens Grantura Engineering.
Im November 1965 übernahm Martin Lilley die Produktionsrechte und setzte die Fertigung des TVR 1800S mit dem neu gegründeten Unternehmen TVR Engineering in Blackpool fort. Nach der Übernahme durch Lilley entstanden noch Griffith 400. Im Frühjahr 1967 zeigte TVR den Tuscan V8, der als Schwestermodell des vierzylindrigen Vixen zugleich die Nachfolge des Griffith 400 antrat. Auch der Tuscan V8 war vornehmlich für den nordamerikanischen Markt bestimmt. Anders als beim Griffith, übernahm TVR den Verkauf dort allerdings selbst.
Der Tuscan V8 hatte deutlich weniger Erfolg als die Griffith 200 und 400. Von 1967 bis 1971 entstanden insgesamt lediglich 58 Exemplare. 1975 legte der kanadische TVR-Importeur eine etwa 10 Exemplare umfassende Kleinserie des TVR 5000M auf, der, basierend auf dem Chassis der M-Serie, das Konzept des Tuscan V8 wiederbelebte.

## Modelle
- Tuscan V8: Weitgehend identisch mit dem Griffith 400. Insgesamt 24 Exemplare.
- Tuscan V8 LWB: Modell mit verlängertem Radstand; Basis ist das neue Chassis des TVR Vixen S2. Wiederum 24 Exemplare.
- Tuscan V8 LWB Wide Body: verbreiterte Version mit der Frontpartie des neuen TVR M-Serie. Zumindest überwiegend mit 4,9 Liter (302 ui) großem Ford-Achtzylinder ausgestattet. Nur 10 Exemplare.